# Estación Empalme (Coquimbo)
Empalme era una estación de trenes ubicada en la ciudad de Coquimbo, Chile. Servía de enlace entre la estación del puerto de Coquimbo con las vías hacia el norte (en dirección a La Serena) y el sur (en dirección a Ovalle) y se encontraba a 14,4 m de altura.

## Historia
Si bien la zona donde se ubicaba la estación correspondía al cruce de vías entre el ferrocarril que conectaba Coquimbo con La Serena con el que unía Coquimbo con Ovalle (este último inaugurando sus servicios hasta Las Cardas en 1862), no fue hasta 1870 que la estación fue establecida oficialmente. En 1903 el Estado solicitó a la firma francesa Schneider-Creusot la construcción de una estructura metálica que albergara a la estación. En junio de 1920 la oficina de la boletería en la estación fue ampliada para otorgar mejor servicio a los pasajeros.
La estación se convirtió en punto esencial del transporte en Coquimbo, recibiendo también recorridos de coches y victorias. En 1952, producto del levantamiento de la vía férrea que circulaba por el centro de Coquimbo y el traslado de la estación principal al sector suroriente de la ciudad (todo esto dentro de las obras del Plan Serena), la estación Empalme también fue cerrada y desmantelada hacia 1953.
El 5 de mayo de 1967, día en que se celebró el centenario de la fundación de la comuna de Coquimbo, se inauguró en el mismo sector donde estaba emplazada la estación un reloj monumental construido por el Club de Leones de la ciudad. A inicios de los años 2000, como parte de un proceso de recuperación patrimonial, la Municipalidad de Coquimbo retiró el reloj monumental y construyó una réplica de la estructura metálica que albergaba a la estación, la cual fue inaugurada en enero de 2005. El sector continúa como punto de reunión de la población.